# Evony
Evony (anciennement connu sous le nom de Civony) est un jeu vidéo de stratégie en temps réel massivement multijoueur, qui possède certains points communs avec Civilization. Ce jeu par navigateur est gratuit à l'inscription, mais dispose d'options payantes.

## Description du jeu
Le joueur commence avec le grade de civil, un hôtel de ville au niveau 1 et 5000 unités de chacune des ressources suivantes : or, nourriture, bois, pierre et fer, ainsi qu'une population de 50 âmes. Dans ce jeu de stratégie en temps réel, il faut collecter les ressources en construisant des fermes, des scieries, des carrières et des mines afin de bâtir des cités et lever des armées. À l'inscription, le joueur peut choisir d'accomplir des quêtes suggérées par le jeu et ainsi faciliter sa familiarisation avec celui-ci. À noter que durant les 7 premiers jours suivant l'inscription, le joueur bénéficie d'une immunité qui lui permet de se préparer au mieux pour la suite de l'aventure.
Lorsque le joueur quitte sa session, la collecte de ressources, les actions commerciales, diplomatiques, guerrières etc. continuent. À chaque connexion quotidienne, le joueur gagne une amulette qu’il peut mettre en jeu et ainsi gagner au hasard une multitude d’objets, outils, armes et ressources lui permettant d’avancer rapidement dans le jeu.
Le joueur progresse dans le jeu en bâtissant à l’intérieur de ses fortifications des maisons, des casernes, des écuries, des forges et de nombreuses autres constructions. La construction de certains bâtiments est conditionnée aux recherches scientifiques et technologiques que le joueur doit mener au sein de l’académie. À l’extérieur des fortifications, se trouvent les structures permettant la collecte de ressources. Le rendement de celles-ci peut être amélioré par la conquête de vallées environnant la cité (la conquête d’une vallée boisée permettant d’améliorer jusqu’à 21 % le rendement des scieries par exemple).
Evony a deux systèmes monétaires différents:
- L'or est la principale unité monétaire. Cet or peut être obtenu en accomplissant les quêtes ou bien en levant des impôts. Il est également possible de s'enrichir en or en vendant, sur le marché, les surplus de ressources collectées (nourriture, bois, pierre et fer).
- L'acquisition de "Game Coins" en échange de monnaie réelle reste possible.

Le classement des joueurs se fait via leur prestige. Les joueurs acquièrent des points de prestige en accomplissant les quêtes, améliorant leurs cités, renforçant leurs armées et en remportant des victoires. L'honneur est un système de classement alternatif. Les points d'honneur s'acquièrent ou se perdent suivant le succès ou non d'une opération d'attaque ou de défense.
Il existe également un système d’alliances qui permet aux joueurs de se réunir au sein de celles-ci et de combiner leurs points de prestige. Le nombre de membres par alliance est limité à 100 joueurs. Le classement des alliances se fait en fonction des points de prestige cumulés de leurs membres ou bien en fonction du nombre de cités qu’elles fédèrent.